# Équevillon
Équevillon település Franciaországban, Jura megyében. Lakosainak száma 568 fő (2022. január 1.). Équevillon Saint-Germain-en-Montagne, Champagnole, Mournans-Charbonny, Les Nans, Sapois és Vannoz községekkel határos.

## Népesség
A település népességének változása:
| Lakosok száma | 161  | 432  | 518  | 580  | 605  | 583  | 582  | 582  | 583  | 568  |
|               | 1968 | 1982 | 1990 | 2006 | 2013 | 2015 | 2017 | 2019 | 2020 | 2022 |